# Рзаев, Дадаш Гариб оглы
Дадаш Гариб оглы Рзаев (22 декабря 1935, Далимамедли, Геранбойский район — 27 мая 2024, Баку) — министр обороны Азербайджанской Республики (20 февраля 1993 — 17 июня 1993), генерал-майор.

## Ранняя биография
Родился в 1935 году в поселке Далимамедли Геранбойского района. После окончания школы поступил в Азербайджанский индустриальный институт.

## Военная карьера

### Вооружённые силы СССР
В 1954 году был призван на военную службу и направлен в Рязанское высшее общевойсковое командное Краснознамённое училище. На втором курсе назначен заместителем командира взвода.
После окончания училища (1957) в звании лейтенанта был направлен в город Ефремов командиром взвода. Через год переведён в Среднюю Азию, а затем, по личной просьбе — в Азербайджан. Служил в 104-й гвардейской воздушно-десантной дивизии Краснознамённого Закавказского военного округа в городе Кировабад.
В 1970 году поступил в Военную академию имени М. Фрунзе в Москве и окончил её с отличием в 1973 году. Служил командиром парашютно-десантного полка и заместителем командира дивизии.
С 1979 года первый командир 39-й отдельной десантно-штурмовой бригады. С 1989 года — в отставке. 

### Азербайджанская Республика
В 1991 году работал в составе Комитета народной помощи Карабаху. В том же году участвовал в создании Национальной армии Азербайджана и был назначен заместителем министра обороны. Генерал-майор (16.12.1991).
Министр обороны Азербайджанской Республики с 20 февраля по 17 июня 1993 года.

## Послужной список
- Курсант полковой школы (29.10.54 — 15.10.55)
- Командир отделения (15.10.55  — 15.11.56)
- Курсант Рязанского высшего общевойскового командного Краснознамённого училища (15.11.56 — 17.10.59)
- Командир стрелкового взвода (17.10.59 — 23.04.62)
- Командир разведывательного взвода (23.04.62 — 23.12.63)
- Заместитель командира роты — инструктор парашютно-десантной подготовки (23.12.63 — 05.03.65)
- Командир отдельной разведывательной роты (05.03.65 — 19.10.66)
- Заместитель командира парашютно-десантного батальона (19.10.66 — 30.11.67)
- Командир парашютно-десантного батальона (30.11.67 — 31.08.70)
- Слушатель основного факультета Военной академии им. М. В. Фрунзе (31.08.70 — 28.06.73)
- Командир парашютно-десантного полка (28.06.73 — 15.07.74)
- Командир 80 парашютно-десантного полка (15.07.74 — 23.06.75)
- Заместитель командира 104-й гвардейской воздушно-десантной дивизии (23.06.75 — 21.09.79)
- Командир 39 одшбр (21.09.79 — 18.03.82)
- В распоряжении Главного управления ВС СССР (18.03.82 — 19.04.85)
- В распоряжении Главкома СВ ВС СССР (19.04.85 — 05.09.85)
- Военный комиссар района г. Баку (05.09.85 — 22.08.89)
- Первый заместитель МО Азербайджанской Республики (27.09.91 — 19.02.92)
- Заместитель МО Азербайджанской Республики (19.02.92 — 18.06.92)
- Командир армейского корпуса (18.06.92 — 20.02.93)
- Министр обороны Азербайджанской Республики (20.02 — 17.06.93)
- В распоряжении МО Азербайджанской Республики (18.06.93 — 21.04.95)
- Уволен с действительной военной службы (21.04.1995)

28 января 2014 года избран председателем Совета ветеранов Азербайджанской Республики.
Награждён орденами Красной Звезды, «За службу Родине в Вооружённых Силах СССР» III степени, около 30 медалями (в том числе Кубы, Афганистана и Эфиопии).
21 декабря 2015 года Указом Президента награждён Орденом Славы «за эффективную деятельность в общественной жизни Азербайджанской Республики и заслуги в патриотическом воспитании молодежи».
Умер 27 мая 2024 года в Баку. Похоронен на Второй Аллее шахидов.